# Orchestre national Avignon-Provence
L’Orchestre national Avignon-Provence (orchestre national en région) est un orchestre symphonique français basé à Avignon et composé de 39 musiciens 

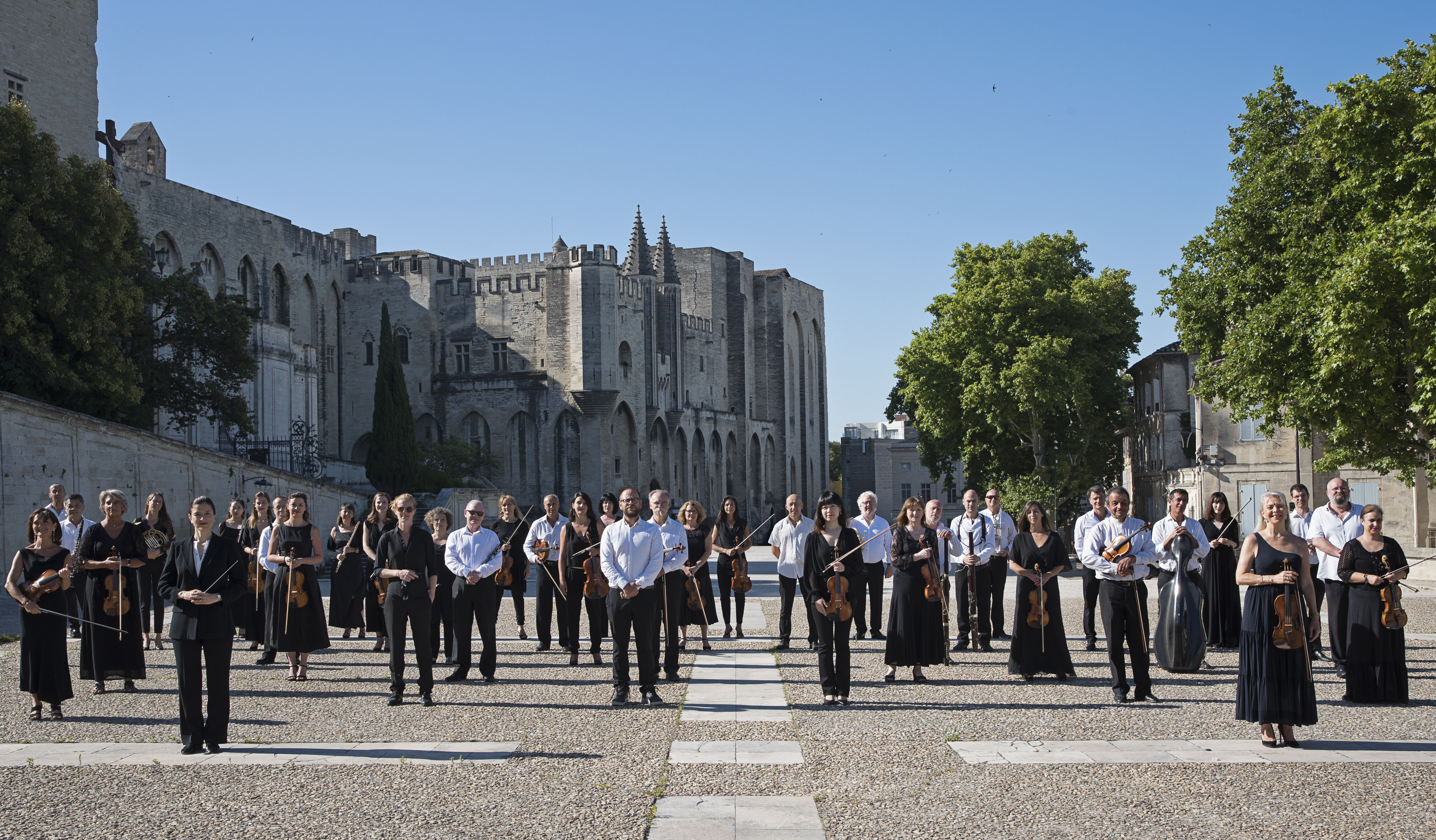
Musiciens de l' Orchestre national Avignon-Provence / copyright : Alexandra de Laminne

## Historique
L'orchestre est créé à Avignon à la fin du XVIIIe siècle.
Des recherches dans les archives municipales d'Avignon montrent qu'il existait dès le XVIIIe siècle un orchestre qui accompagnait les troupes itinérantes d'Opéra. La construction d'un théâtre bâti par la Ville en 1825 (à l'emplacement de l'actuel Opéra d'Avignon) va permettre le développement de cet orchestre « de fosse » tout au long du XIXe siècle. Ce dernier est essentiellement composé de musiciens locaux, aussi bien professionnels qu'amateurs.
Tout au long du siècle, la ville d'Avignon va connaître un développement musical aussi bien lyrique que symphonique, et plus particulièrement sous la Troisième République. On voit apparaître des sociétés de concert, de musique de chambre, des sociétés chorales, une activité est soutenu par le Conservatoire de Musique crée en 1858. De nombreux compositeurs ont séjourné à Avignon : Vincent d'Indy (qui créa en 1899, la Société avignonnaise des concerts symphoniques), Félicien David, Franz Liszt, Henri Vieuxtemps ou encore Théodore Dubois.
L'activité lyrique est quasi continue et permet donc à l'Orchestre de devenir un ensemble musical permanent associé à la troupe du théâtre d'Avignon. Au début du XXe siècle la formation compte déjà une quarantaine de musiciens. Malgré les crises et les conflits, l'Orchestre perdure tout au long du XXe siècle.

## Fonctionnement
En 1982, organisé en association, il est rebaptisé Orchestre lyrique de région Avignon-Provence (OLRAP), et, sous la direction artistique du chef italien Gianfranco Rivoli, obtient la même année le statut d'orchestre régional s'assurant le concours, outre de la ville d'Avignon, autorité de tutelle initiale, de la Communauté d'agglomération du Grand Avignon, du département de Vaucluse, de la région Provence-Alpes-Côte d'Azur, et du ministère de la Culture et de la Communication. Il assure la double fonction d'orchestre symphonique et d'orchestre d'opéra pour les spectacles lyriques de l'Opéra d'Avignon et les concerts à destination de l'ensemble des publics de la région. En 2009, a été créé le service des Nouveaux Publics, qui permet à l'Orchestre, de toucher 25 000 jeunes, de la maternelle à l'université. En 2020, il obtient le label « Orchestre national en région » remis par Madame Roselyne Bachelot, Ministre de la Culture. Ce label permet d’assurer la pérennité des aides de l’État, c’est aussi une reconnaissance de la qualité artistique de cette structure et du développement de ses actions sur le territoire.

## Répertoire
Son répertoire couvre les périodes de la musique baroque à la musique contemporaine avec (pour cette dernière) l'interprétation de compositeurs comme Pascal Dusapin, Martin Romberg, Marcel Landowski, György Ligeti, Toru Takemitsu ou Éric Tanguy.
Très engagé dans le domaine de la musique d'aujourd'hui et soucieux de se mettre à la disposition des jeunes compositeurs, l'Orchestre est, entre 1998 et 2002 le partenaire privilégié du Centre Acanthes,, dirigé par Claude Samuel.

## Activités, missions

### Concerts symphoniques et opéra
L'Orchestre National Avignon-Provence propose pour chaque saison symphonique une dizaine de concerts en abonnement, à l'Opéra d'Avignon. Pour cette saison 2020-2021, la programmation a été construite par Debora Waldman, directeur musical de l'orchestre qui met en lumière tantôt les grands classiques tantôt des compositeurs et compositrices méconnus.
Il participe également à toutes les productions lyriques de l'Opéra Grand Avignon.

### Concerts en région
L'Orchestre réalise une ample activité de concerts dans les communes du Grand Avignon et sur toute la région Provence-Alpes-Côte d'Azur : Le Thor, Miramas, Istres, Chateaurenard, Marseille, Aix-en-Provence, Orange, Monteux, Vaison-la-Romaine, Roquevaire, Carpentras, Les Taillades, Apt, Lacoste, Sorgues, Châteauneuf de Gadagne, Montfavet, Pertuis, Pernes-les-Fontaines, Arles, Port-de-Bouc, Bollène, Mazan, Saint-Paul-Trois-Châteaux, Cagnes-sur-MMer, Gréoux-les-Bains, Lourmarin [...]
Il se produit également hors région avec des concerts à : Bellegarde, Villevieille, Aubais, Bagnols-sur-Cèze, Vers Pont du Gard, Montfrin, Nîmes, Montpellier, Valence, Montélimar, Privas, Vichy [...]

### ActionsNouveaux publics
Fondé en septembre 2009, le service des Nouveaux publics de l’Orchestre national Avignon-Provence développe son action selon trois grands axes : la production de concerts pour tous les niveaux d’enseignement de la maternelle à l’université, l’implication des artistes-musiciens de l’orchestre et des artistes invités, chefs, solistes et compositeurs, dans la médiation auprès des publics, la commande d’œuvres et la création contemporaine comme outils de développement artistique et pédagogique. Son activité s’étend sur l’ensemble de la région Provence-Alpes-Côte d’Azur, avec le soutien des collectivités territoriales et des sociétés civiles, se déplaçant au plus près des publics, aussi bien dans les salles de spectacle, que dans les lycées, les universités, les hôpitaux ou les centres pénitentiaires.

## Direction musicale (depuis 1982)
- Gianfranco Rivoli (1982), directeur musical
- Yvon Leenart (1983-1984), directeur musical
- Michelangelo Veltri[10],[11] (1985-1987), directeur musical
- François-Xavier Bilger (1990-2004), directeur musical
- Jacques Lacombe, chef associé (2005-2006), directeur musical
- Jonathan Schiffman (2007-2010), directeur musical
- Philippe Grison (2009-), directeur général et artistique
- Samuel Jean[12], premier chef invité (2013-2019)
- Débora Waldman (2020-), directrice musicale

## Enregistrements
Une politique discographique a été mise en place depuis quelques années et l'orchestre a notamment enregistré Peter Pan, du compositeur Olivier Penard, livre-disque aux éditions Le Sablier, direction Samuel Jean, novembre 2012, Le Docteur Miracle de Georges Bizet, Timpani Records, direction Samuel Jean, mai 2013 et L'Amour masqué d'André Messager, sur un livret de Sacha Guitry, chez Actes Sud, direction Samuel Jean (2014), Homériade du Dimítris Dimitriádis, compositeur Martin Romberg, direction Samuel Jean, chez Klarthe (2016) et La Société anonyme des Messieurs prudents de Louis Beydts, direction Samuel Jean, chez Klarthe (2017).
La sortie du disque Charlotte Sohy en avril 2022 marque le début d’une série d’enregistrements axés sur la redécouverte d’œuvres de compositrices oubliées. L’Orchestre œuvre également à la valorisation de nouveaux talents et l’ouverture à des esthétiques musicales diverses.
Le 1er juillet 2023, l'orchestre enregistre sur la scène des Arènes de Nîmes, un double album dont une symphonie de 6 temps intitulée La Symphonie des siècles, écrite par le compositeur et chanteur Damien Saez, dont la sortie est attendue pour le 10 novembre 2023.

## Tournées internationales
En Juin 2008, l'Orchestre se déplace au Maroc et donne à Fès, aux côtés de Jessye Norman et sous la baguette de Rachael Worby (en), le concert d'ouverture du 14ème Festival des musiques sacrées du monde,.
En octobre 2010, l'Orchestre effectue une tournée en Corée du Sud dans le cadre du Festival international d'orchestre de Daejeon.
En février-mars 2013, dans le cadre du festival de la France en Inde, « Bonjour India », une tournée est organisée par l’ambassade de France en Inde, l’Institut français et le ministère des Affaires étrangères pour la création du Songe d’Ananta de Pierre Thilloy, associant les principes fondamentaux de la culture française et indienne. L’Orchestre national Avignon-Provence est choisi pour prendre part à ce projet. Quatre concerts sont donnés : à New Delhi, Delhi, Ahmedabad, Hyderabad et Bombay. Pour cette création, l'Orchestre joue aux côtés du maître du sarod Amjad Ali Khan, de ses fils, Ayaan Ali Khan et Amaan Ali Khan et du groupe électronique Kords,.